# East Otto
East Otto är en kommun (town) i Cattaraugus County i delstaten New York. Vid 2020 års folkräkning hade East Otto 977 invånare.

## Kända personer från East Otto
- A.C. Gibbs, politiker
- Benjamin F. Rice, politiker